# 中前公志
中前 公志（なかまえ こうじ、1961年1月30日 - ）は、日本の実業家。関西みらい銀行副会長、関西みらいフィナンシャルグループ代表取締役、大阪銀行協会副会長などを務めた。

## 人物・経歴
大阪府出身。1984年関西大学経済学部卒業、近畿相互銀行入行。2005年近畿大阪銀行総合企画部長。2008年近畿大阪銀行執行役員経営企画部長。2010年近畿大阪銀行取締役兼常務執行役員に昇格。2012年近畿大阪銀行代表取締役専務兼りそな銀行取締役。2013年から近畿大阪銀行代表取締役社長を務め、関西アーバン銀行及びみなと銀行との経営統合にあたった。2018年関西みらいフィナンシャルグループ代表取締役、大阪銀行協会副会長。2019年関西みらい銀行副会長。2020年3月31日付で関西みらい銀行副会長を退任し、2020年6月25日付で関西みらいフィナンシャルグループ代表取締役を退任。